# Felix Lampert
Felix Lampert (* 30. Dezember 1982 in Dresden) ist ein deutscher Schauspieler.

## Leben
Felix Lampert, in der ehemaligen DDR geboren, kam mit seinen Eltern bereits vor der „Wende“ nach Rheinland-Pfalz, wo sich die Familie in der Südpfalz niederließ. Lampert wohnte seinerzeit in Kandel und Erlenbach und besuchte das Gymnasium in Bad Bergzabern, wo er sein Abitur machte. Aus Interesse am Theater ging er als Hospitant und Regieassistent ans Volkstheater Rostock, wo er von der damaligen Intendantin Johanna Schall schauspielerisch gefördert wurde. Nach einem angefangenen Studium in Bremen absolvierte er von 2004 bis 2008 sein Schauspielstudium an der Hochschule für Musik und Theater Felix Mendelssohn Bartholdy in Leipzig. Während seines Studiums gastierte er ab 2006 bereits am Theater Chemnitz.
Nach seinem Abschluss war er ein Jahr am Rheinischen Landestheater Neuss engagiert und ist seither, mit kurzen Unterbrechungen, als freischaffender Schauspieler tätig. In der Spielzeit 2009/10 hatte er ein Gastengagement am Theater Hagen.
2011, nachdem er dort den Sylvia-Plath-Solo-Abend der Schauspielerin Dagny Dewath und die Produktion Troja gesehen hatte, ging er ans Rottstraße 5 Theater in Bochum, wo er bis 2016 zu den Stammspielern des Theaters gehörte und Hauptrollen in verschiedenen Produktionen übernahm, u. a. in Lessings Trauerspiel Philotas (2012), als Nick in Wer hat Angst vor Virginia Woolf? (2012) und als Titelheld Patrick Bateman in einer Bühnenfassung des Romans American Psycho (2015). Seinen Lebensunterhalt bestritt er damals zusätzlich als Filmvorführer in einem Düsseldorfer Programmkino, als Bauhilfsarbeiter und als Türsteher. Als Einspringer übernahm er 2011 während seines Engagements am Rottstraße 5 Theater auch die Rolle des Boon in Wajdi Mouawads Theaterstück Die Durstigen am Prinz Regent Theater Bochum.
Von 2014 bis 2016 war er am Schauspielhaus Bochum engagiert, wo er u. a. den Pjatjorkin in Wassa Schelesnowa spielte. In der Spielzeit 2014/15 spielte er am Schauspiel Essen die Rollen Kaiser von Mandala/Herr Tur Tur in einer Bühnenfassung von Jim Knopf und Lukas der Lokomotivführer im Grillo-Theater. In der Spielzeit 2015/16 war er am Rottstraße 5 Theater der Titelheld in Othello.
2016 gastierte er an der Burghofbühne Dinslaken in der Produktion Die Vermessung der Welt. Von 2017 bis 2019 gehörte er zum Ensemble der Burgfestspiele Bad Vilbel, wo er u. a. im Sommer 2018 als  Siegfried in Die Nibelungen sowie als Landstreicher und Ganove Donner-Karlsson in Pippi Langstrumpf zu sehen war. 2019 spielte er in Bad Vilbel die Hauptrolle des Winston Smith in einer Bühnenfassung von George Orwells Roman 1984.
Lampert übernahm auch einige Film- und Fernsehrollen. In der Sat1-Serie Alles oder nichts spielte er von Oktober 2018 bis März 2019 den Rechtsanwalt und Bösewicht Edgar Falckenstein. In der 17. Staffel der ZDF-Serie SOKO Wismar (2020) hatte er eine der Episodenrollen als Lebensgefährte des tatverdächtigen Sohnes einer ermordeten Rentnerin.
Lampert lebt in Berlin.

## Filmografie (Auswahl)
- 2011: Marie Brand und der Sündenfall (Fernsehreihe)
- 2012: Tatort: Es ist böse (Fernsehreihe)
- 2017: Einstein: Elvis lebt (Fernsehserie, eine Folge)
- 2018: Rentnercops: Bankgeheimnis (Fernsehserie, eine Folge)
- 2018–2019: Alles oder nichts (Fernsehserie, Serienrolle)
- 2020: SOKO Wismar: Kunst und Krempel (Fernsehserie, eine Folge)
- 2020: Sunny – Wer bist du wirklich? (Miniserie, 20 Folgen)
- 2022: Der Bergdoktor: Extreme (Fernsehserie, eine Folge)
- 2022: Notruf Hafenkante: Frohe Weihnachten (Fernsehserie, eine Folge)
- 2023: Die Heiland – Wir sind Anwalt: Schafe in der Stadt (Fernsehserie, eine Folge)
- 2024: Finsteres Herz – Die Toten von Marnow 2 (Fernsehserie)